# 繁星 (樂團)
繁星（英語：Stars）是一個來自加拿大的獨立流行搖滾樂團。

## 樂團歷史
繁星樂團所有成員都是在多倫多長大。Torquil Campbell和 Christopher Seligman於1999年在紐約開始錄製他們的第一張專輯Nightsongs，當他們開始進行現場表演的時，先找了童年時的好友Evan Cranley來演奏貝斯，而Cranley找來Amy Millan。隨後他們四個人搬往蒙特婁進行第二張專輯Heart的錄製。在蒙特婁他們找到了Patrick Mcgee成為樂團的鼓手。Heart專輯由他們和崩世光景一起合作的Arts & Crafts製作公司發行，且當他們進行首次北美巡迴時，繁星樂團和崩世光景每晚都共享和交換樂團的成員。

## 音樂作品
專輯
- Nightsongs (2001)
- Heart (2003)
- Set Yourself on Fire (2004)
- In Our Bedroom After the War (2007)
- Do You Trust Your Friends? (Remix album) (2007)
- The Five Ghosts (June 22, 2010)
- The North (September 4, 2012)
- No One Is Lost (October 14, 2014)

EPs
- A Lot of Little Lies for the Sake of One Big Truth (EP) (2001)
- The Comeback (EP) (2001)
- Dead Child Stars (EP) (2003)
- Sad Robots (EP) (2008)
- The Séance (EP) (2010)